# Lapplandsender
Lapplandsender, även Sender L, på tyska ibland omnämnd Soldatensender Lappland, var en av flera transportabla rundradiosändare som togs fram av tyska Reichspost under andra världskriget, med syfte att ersätta eller komplettera befintliga radiostationer i det dåtida Tyskland. Denna anläggning, som togs i drift 1940, kom bland annat att sända det svenskspråkiga programmet Radio Königsberg med början i februari 1945.
Stationen, som byggdes på uppdrag av Reichspostzentralamt, var klar att besiktigas och testas 28 oktober 1940. I januari 1941 skedde testmätningar på Deutsche Reichsposts område i Teltow. Bland annat genomförde man 16 januari antennmätningar med en typ av deltaantenn/triangelantenn. Hela sändaranläggningen kostade 2 500 000 riksmark att bygga, cirka 4 212 500 kronor i 1940 års penningvärde, vilket motsvaras av cirka 107 200 000 kronor år 2019.

## 1941–1942

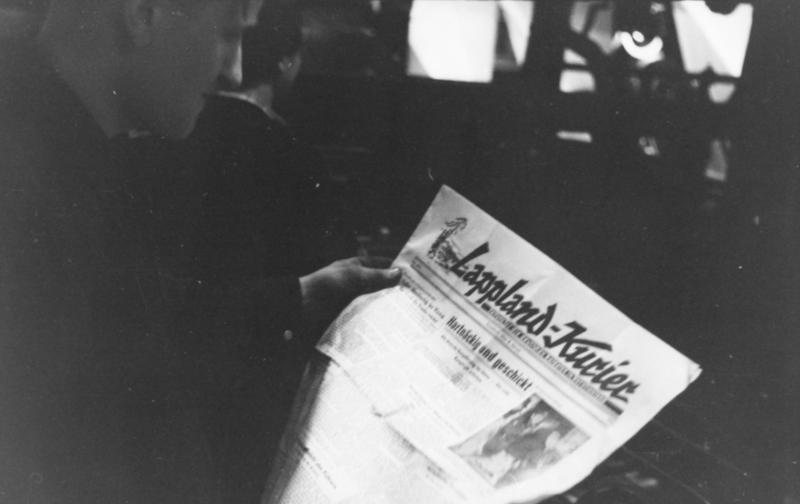
Lappland-Kurier, december 1943.

Efter att i februari 1941 ha grupperats på ön Schouwen-Duiveland, där den bland annat använts som radiofyr med sändarnamnet Fritz (Schwerst-Funkfeuer Fritz), omgrupperade man i oktober 1942 till Potsdam där den lastades på järnvägsvagnar och sedan transiterades via Danmark och Sverige till Torneå.
I december 1942 byggde man upp anläggningen 10 km sydost om Rovaniemi, längs landvägen mot Ranua. Studion inrymdes i en barack i Korvanniemi, 3 km söder om Rovaniemis centrum. Sändaren underställdes den tyska arméns underrättelseofficer i finska krigsmaktens överkommando.
Den 15 december 1942 inledde man de första försökssändningarna som då riktade sig till de tyska trupperna i området. På julafton samma år, klockan 19.30, skedde den officiella invigningen och sändningarna sköttes av 680. propagandakompaniet (PK680). Sändningarna ägde rum i sändarens OB-buss och strömförsörjningen skedde med hjälp av det medföljande elverket. Antennen hade monterats mellan två trämaster. Sändningarna pågick i tre dagar och därefter gjorde man ett avbrott till 31 december. Det är oklart om avbrottet berodde på tekniska problem eller om det påkallades av någon annan orsak.

## 1943–1944
Den 10 januari förstördes studiobaracken av en brand och från och med sändningen klockan 17.00 fick man ta till en reservstudio som byggdes upp i mangårdsbyggnaden i en bondgård. Under februari-mars angav PK680:s tidning, Lappland-Kurier, att man sände klockan 12.30–15.30 och 20.00–23.00. På lördagarna förlängdes sändningarna till klockan 24.00 och på söndagarna inledde man kvällssändningen vid 19.00. Frekvensen var 297 kHz.
I maj 1943 kopplade man in kraftledningen från Rovaniemis elverk, men eftersom strömförsörjningen var opålitlig och sändarens eget elverk ofta gick sönder plågades man av återkommande driftstörningar. En planerad anslutning till elverket i Kemi blev aldrig av.
I oktober 1944, efter Lapplandskrigets utbrott, monterades radiostationen ned och omgrupperades till Norge. Inte långt senare brändes Rovaniemi av tysk trupp då man drog sig tillbaka.

## 1945 och senare

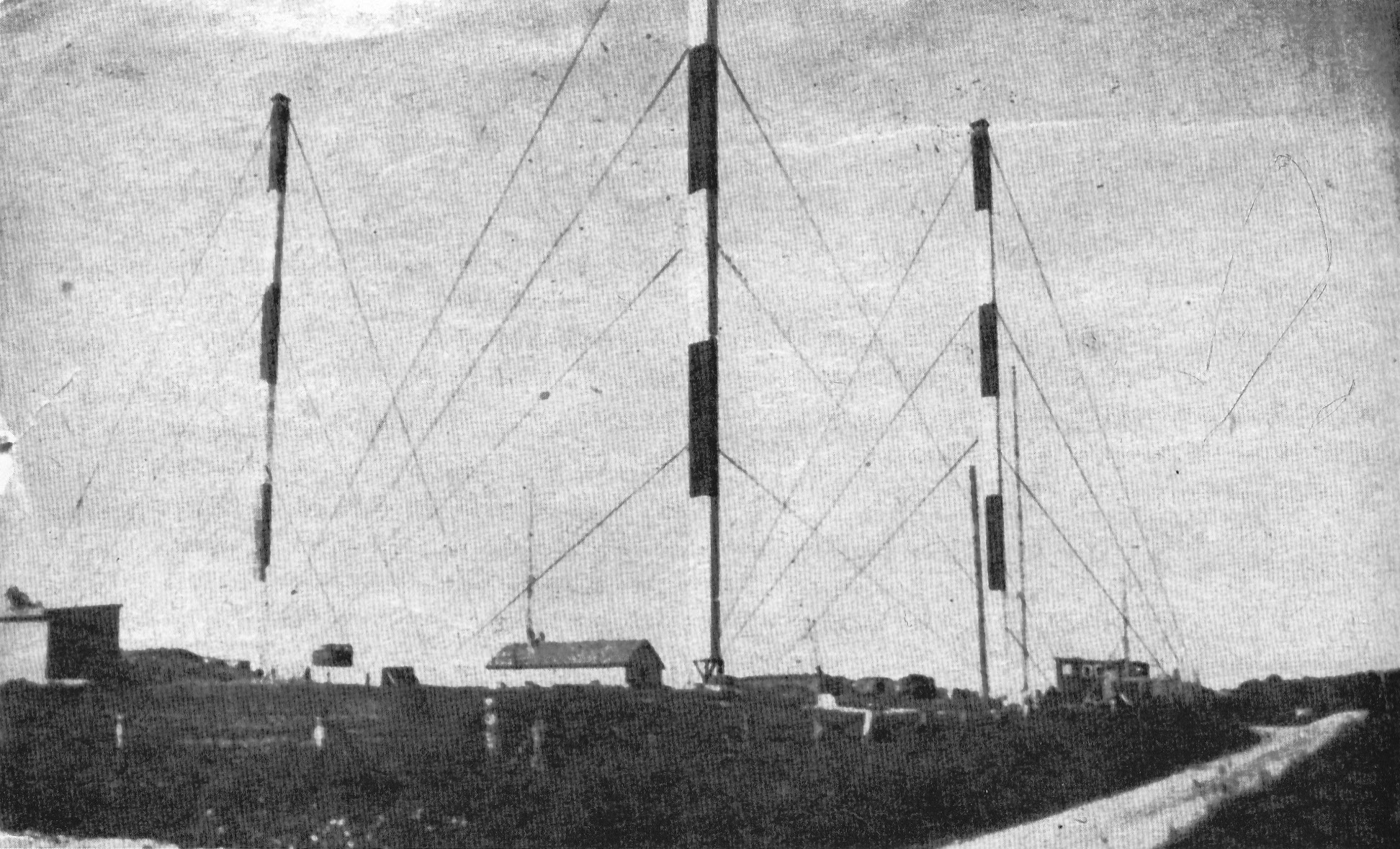
Antennanläggningen i Hellerud utanför Oslo, 1945.

I januari samma år hade den byggts upp i på Tveita, nogot öster om Oslos centrum. Efter krigsslutet ersattes den norska rundradions sändare LKA på ön Vigra med en 20 kW-sändare. Denna sändare bestod av sju hyttlastbilar som man byggde ett tak över och som övertog sändningarna från den dittills provisoriska 1 kW-sändaren 20 oktober 1945. En källa uppger att denna 20 kW-sändare skall ha hämtats från Finland. Det är dock inte sannolikt att det är samma sändare som stod i Hellerud; en annan källa uppger att Lapplandsender efter krigsslutet garagerades i Nordseter i Lillehammer och det norska Telegrafverket (nuvarande Telenor), då förutsatte att man stod som ägare till anläggningen. År 1949 såldes tre av lastbilarna på den civila marknaden och vid en inventering 1950 konstaterades att sex av fordonen, inklusive sändaren och antennanläggningen, var intakt. I Raufoss hittade man också ett elverk som dock var i mycket dåligt skick. En lång diskussion om ägarskap, användning och ansvar uppstod mellan Telegrafverket och norska försvarsmakten, men 1954 gavs hela anläggningen kostnadsfritt till NRK. Man övervägde att sätta in sändaranläggningen vid radiostationerna i Lambertseter (LKO) eller som relästation på ön Andøya. Inget kom emellertid ut av detta och anläggningen flyttades så småningom till Fredrikstad (LKF) där den skrotades under tidigt 1960-tal.

## Sammansättning
Lapplandsender, och de andra transportabla radiosändarna, var en teknisk pionjärgärning och därtill en med militära mått mätt stor enhet, underhållsmässigt, tekniskt och organisatoriskt. Sändaren hade ingen samfrekvenshytt, men däremot en kopplingshytt (L15K) som drog ett fältkok. Det sistnämnda kan ha olika förklaringar: 
1. Att Lapplandsender var tänkt att alltid samgruppera med annan transportabel radiosändare, eller
2. Att Lapplandsender skulle kunna anslutas till en eller två transportabla radiosändare varav minst en var försedd med samfrekvenshytt.
3. Att Lapplandsender skulle kunna anslutas till en fast radiosändare där utrustning för samfrekvenssändning redan fanns på plats, eller i syfte att förstärka den fasta anläggningen med ytterligare en radiosändare men på annan frekvens
4. Att kopplingshytten hade andra tekniska egenskaper som gjorde den praktisk eller oundgänglig att ha med i varje sändaranläggning

Källorna ger inget säkert besked om varför Lapplandsender hade en kopplingshytt, men inte desto mindre var Lapplandsender en stor anläggning med många olika fordon:
| Fordon                | Typ                             | Fordonsbeteckning                  | Utrustning/ändamål |
| --------------------- | ------------------------------- | ---------------------------------- | --- |
| Personbil             | Sannolikt Kübelwagen            | L1P (P = Personenwagen)            | Persontransport |
| Styrsändarhytt        | Lastbil                         | L2V (V = Vorstufenwagen)           | Styrsändare med slutförstärkare och övervakningsutrustning |
| Slutstegshytt         | Lastbil                         | L3E (E = Endstufenwagen)           | Effektsteg till sändaren samt övervakningsutrustning |
| Kylhytt               | Lastbil                         | L4W (W = Wasserwagen)              | Vattenkylningsutrustning för slutsteg och modulator |
| Modulatorhytt         | Lastbil                         | L5M (M = Modulatorwagen)           | Sändarens modulatorsteg |
| Likriktarhytt         | Lastbil                         | L7G (G = Gleichrichterwagen)       | Likriktarutrustning/anodspänningsförsörjning för sändarslutsteg och modulator |
| Materielbil           | Lastbil                         | L8U                                | Rullande verkstad och reservdelslager. Vid transport drog den ett reservkraftsaggregat (L8N) |
| Reservkraftaggregat   | Släpvagn, enaxlig               | L8N (N = Notstromerzeugeranhänger) | Elverk 15 kVA för reservkraftsförsörjning |
| Dragfordon            | Halvbandvagn, sannolikt SdKfz 8 | L9Z (Z = Zugmaschine)              | Dragfordon för sändarens elverk (L9D) |
| Elverk                | Släpvagn, treaxlig              | L9D (D = Dieselwagen)              | Elverk 162 kVA till sändaranläggningen; drogs av en halvbandvagn (L9Z) |
| Tankfordon            | Lastbil                         | L10B (B = Brennstofftankwagen)     | Lastbil med en dieseltank om 2000 L till sändaranläggningens elverk (L9D) och reservkraftaggregat (L9N) |
| Antennavstämningshytt | Lastbil                         | L11A (A = Antennabstimmittelwagen) | Antennavstämningsenhet samt dragfordon för kabelvagn (L11L) |
| Kabelvagn             | Släpvagn, enaxlig               | L11L                               | Kabelvagnen bar kabeltrummor för de HF- (högfrekvens) och stationskablar som anslöt antennavstämningshytten, styrsändarhytten och slutstegshytten till varandra |
| Mastbil               | Lastbil                         | L12T                               | Mastbilen hade en fastmonterad 45 m hög teleskopmast som svängdes upp till vertikal position och sedan vevades upp |
| Mastbil               | Lastbil (Mercedes-Benz LG 4000) | L13R (R = Rundstahlmastwagen)      | Transporterade mastsektionerna för en 50 m hög fackverksmast |
| Masttillbehörsbil     | Lastbil (Mercedes-Benz LG 4000) | L12H (H = Hilfsmastwagen)          | Masttillbehörsbilen transporterade den hjälpmast (spira) som behövdes för att bygga 50 m-masten samt alla tillbehör som behövdes. |
| Kopplingshytt         | Lastbil                         | L15K (K = Kopplungswagen)          | Kopplingshytten användes då man skulle koppla samman flera sändaranläggningar (20 kW) som då, tillsammans med samfrekvenshytten, blev en sändare med en uteffekt om 40 eller 60 kW. Av denna anledning byggdes inte en kopplingshytt per sändaranläggning. Kopplingshytten drog i förekommande fall ett fältkok (L15X) |
| Fältkok               | Släpvagn, enaxlig               | L15X                               | Fältkok för matlagning |
| Stationskabelbil      | Flaklastbil                     | L16FF (FF = Feldfernkabelwagen)    | Bilen transporterade stationskabel på trummor för sammankoppling av de olika enheterna. |
| Kabelbyggnadsbil      | Flaklastbil                     | L17FB (FB = Feldfernkabelbauwagen) | Kabelbyggnadsbilen bar stationskabel på trummor och kabelbyggnadsmateriel |
| OB-buss               | Lastbil                         | L18Ü (Ü = Übertragungswagen)       | OB-bussen var en rullande radiostudio |
| Motorcykel            | Motorcykel, DKW                 | L19S                               | Motorcykeln användes för ordonnansuppdrag |